# VI. Erik svéd király
VI. Erik Björnsson vagy Győztes Erik (svédül: Erik Segersäll, németül: Erich der Siegesfrohe), (932 előtt – 994), svéd király 970 és 994 között, és Villásszakállú Svendet elűzve dán király körülbelül 992 és 993 között, Upplandból mind a Baltikumra, mind Európa Keleti részére nagy befolyást gyakorolt.

## Élete

### Ifjúkora
III. Björn fiaként született, de édesapja halála után valószínűleg nem ő, hanem II. Emund Emundsson lett a király. Annak 970 körüli halála után lett Eriké a trón, de a meglévő források szerint (ezek izlandi mondák, és a Brémai Ádám krónikája) 975-ig fivérével, Olaffal együtt kormányzott.

### Uralkodása
Királyságának határai vitatottak: főleg a Mälaren tó és környéke és dél fele egészen a Balti-tenger partjáig Blekinge tartományig. Egyes krónikák arról jelentenek, hogy ő volt az első király, aki Svealand, Östergötland és Västergötland tartományokra, azaz a teljes középkori Svédország területére ki tudta terjeszteni hatalmát. Mai vélekedések azonban ezt az érdemet inkább fiának tulajdonítják. Visszaverte a dánok támadását, 975 körül megsemmísítette a vikingek leghíresebb fészkét, Birket.

### Háború Erős Styrebjörnnel
Az izlandi mondavilág arról mesél, hogy Olaf fia, Erős Styrbjörn igényt tartott édesapja trónjára, és nem ismerte el Eriket uralkodóként. Délre vonult, és egyesítette ereit a wollini vikingekkel. Ezzel az egyesült sereggel indult meg Styrebjörn Uppland irányába azzal a céllal, hogy Eriket elűzze a trónról. A két ellenséges sereg 984-ben találkozott Gamla Uppsala közelében. A csatában, mely Erik győzelmével záródott, Styrebjörn elesett. Egyes feltételezések szerint Erik ez után a csata után kapta a „győzedelmes” melléknevet.

### A kereszténység felvétele
990-ben Eriket megkeresztelték Dániában. Amikor azonban visszatért a sveák fővárosába, a többségében pogányok lakta Uppsalába, kénytelen volt visszatérni a pogány hitre, mert a pogány társadalmakban a király főpap is volt. Bár Erik felvette a keresztséget, a svédek a későbbi keresztény uralkodók alatt is a 12. század elejéig megtartották pogány kultuszaikat, amelyek központja Gamla Uppsala (Régi Uppsala) volt.

### Svéd–dán háború
Erik feltehetőleg Dániában is sikeres területfoglaló hadjáratokat vezetett. Ezek kiváltó oka a Styrebjörnnek nyújtott dán segítség volt. A hadjáratok időpontjaként egyes források 992-t, más források egy évvel korábbi dátumot említenek. Brémai Ádám szerint miután rex Sueonum Hericus lerohanta Dániát, elűzhette annak királyát Villásszakállú Svent és egy évig uralkodhatott dán földön. Ezután betegsége miatt vissza kellett térnie a Régi Uppsala vidékére. Bár Dániában megkeresztelkedett, Svédországba való visszatérésekor kiújult pogány hite.
Egyes források szerint üldözte a kereszténységet.

### Halála
Snorri Sturluson szerint Uppsalában (régi királyi udvarában) hunyt el 10 évvel Styrebjörn halála után (tehát 994-ben). A Régi Uppsala délnyugati temetőinek egyikében feltételezik végső nyughelyét. Erik királyt fia, III. Olaf követte a trónon.

## Egyéb
- Valószínűleg ő alapította a ma is álló Sigtuna városát, ahol fia és utóda, (Olaf) első pénzérméit verték.

## Gyermekei
- Első felesége Sygrydát,[9] Skoglar Toste leányát, két gyermekük született:
  - III. Olaf svéd király (980 k. – 1021/1022)[9]
  - Emund[9]
- A 980-as években feleségül vette Szvjatoszlavát (más néven: Gunnhild, Sigrida), (966 – 1013), I. Mieszko lengyel fejedelem leánya, akit a történetírók „Gőgös Sigrid” néven említenek. Egy gyermekük született:
  - Holmfrid Eriksdotter[9] ∞ Sven Haakonsson[9]

## Fordítás
- Ez a szócikk részben vagy egészben  az   Erik VIII. (Schweden) című német Wikipédia-szócikk ezen változatának fordításán alapul.  Az eredeti cikk szerkesztőit annak laptörténete sorolja fel. Ez a jelzés csupán a megfogalmazás eredetét és a szerzői jogokat jelzi, nem szolgál a cikkben szereplő információk forrásmegjelöléseként.

## Külső hivatkozások
- Bengans historiasidor (svéd nyelven). Wadbring.com